# Железнички парк Бела вода
Железнички парк Бела вода се налази недалеко од извора Бела вода, у Мокрој Гори, уз Шарганску осмицу. Основан је 1999. године одлуком Завичајног удружења Мокрогораца „Шарган”.
У железничком парку изложбени предмети представљају техничка културна добра и уведени су у Регистар културних добара ван фонда који се води у Музеју науке и технике Србије.

## Постављени експонати
- Парна локомотива 88 (шумска), ускоколосечна (600mm), произведена у Славонском Броду из 1947. године
- Специјална плато-кола (Мажино вагон), ускоколосечна, коришћена у Првом светском рату за превоз муниције са платформама за топове
- Локомотива Gebruder Lutz Akt. Ges. (Henchel/Lutz), No. 2037. произведена 1928. године, купљена од приватног лица из Шапца
- Погонски агрегат Aran Jenbacher Werke JW—20/Jenbacher Diesel, Tirol/Austria, NO. 1979. произведен 1930. године, купљен као старо гвожђе у Горњем Милановцу
- Вршалица Змај Ј.Б. 1070. серијски број 2-8023.